# Rue Cail
Pour les articles homonymes, voir Cail.
Ne doit pas être confondu avec rue Lacaille.
La rue Cail est une voie du 10e arrondissement de Paris, en France.

## Situation et accès

Vue panoramique de la rue Cail et de la rue Louis-Blanc, sur la place Jan-Karski

La rue Cail est orientée globalement est-ouest, dans le nord du  10e arrondissement de Paris. Elle débute à l'est au niveau du 19, rue Philippe-de-Girard, au croisement de la rue Louis-Blanc sur la place Jan-Karski (anciennement place T/10), et se termine 167 m  à l'ouest au niveau des 212, rue du Faubourg-Saint-Denis et 2, rue Perdonnet.
Outre ces voies, la rue Cail n'est rejointe ou traversée par aucune autre rue.
La rue est située entre les voies de la gare du Nord (à l'ouest) et de la gare de l'Est (à l'est, où la place Jan-Karski sur laquelle elle donne est située au dessus des voies). 
La plupart des commerces de la rue sont des restaurants, épiceries ou commerces indiens ou sri-lankais, la rue étant située au cœur du quartier appelé parfois la « petite Jaffna »  et qui regroupe une forte communauté sri-lankaise tamoule.
Depuis 2023, le quartier voit l'arrivée d'une population tibétaine qui s'implante dans les commerces remplaçant les restaurants indiens. 

## Origine du nom

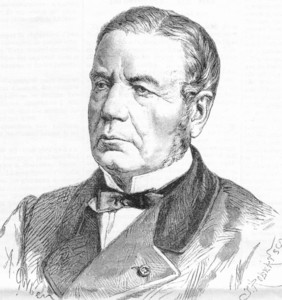
Jean-François Cail.

Elle est nommée d'après Jean-François Cail (1804-1871), un entrepreneur et industriel français dans les sucreries et le matériel ferroviaire sous le Second empire. Il avait dans cette rue construit des logements pour ses ouvriers de la gare du Nord, gare mise en service une vingtaine d'années plus tôt. 

## Historique
La création de la rue est déclarée d'utilité publique en 1866 en même temps que la prolongement de la rue Louis-Blanc. 
Elle prend sa dénomination actuelle le 20 juillet 1868.

## Bâtiments remarquables et lieux de mémoire
La rue Cail comporte les édifices remarquables suivants :
- no 8 : lieu de naissance de l'aviateur et as de guerre Charles Nungesser (1892-1927)[5] ;
- no 10 : le peintre Paul Gauguin y habita avec son fils Clovis au milieu des années 1880[6],[Note 1] ;
- nos 24 et 2, rue Perdonnet : immeuble d'angle, dont le rez-de-chaussée conserve la devanture d'une ancienne boucherie inscrite au titre des monuments historiques[7].

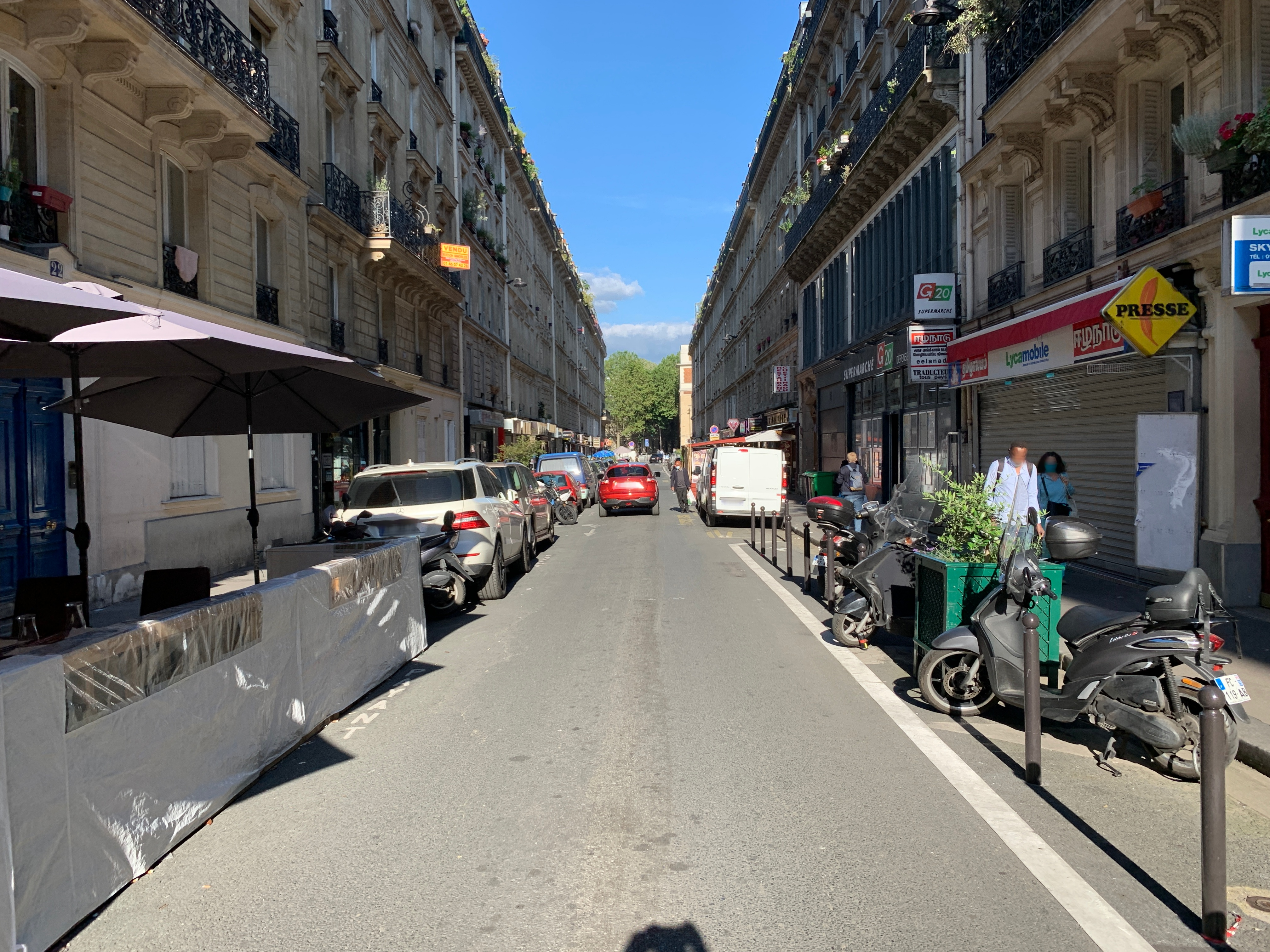
Rue Cail dans la direction de la rue Philippe-de-Girard
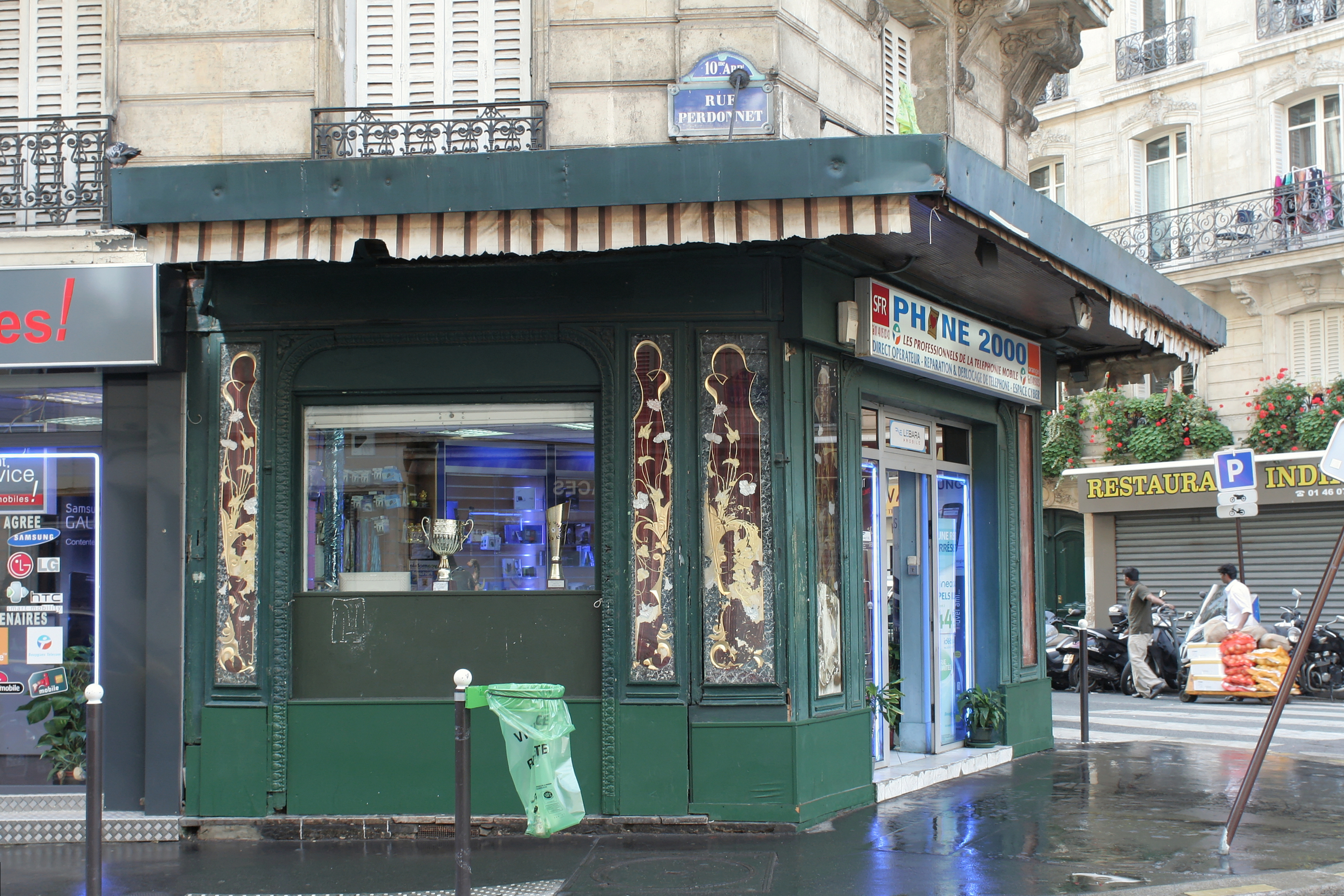
Ancienne devanture de boucherie, angle Perdonnet/Cail